# Gao Zhisheng

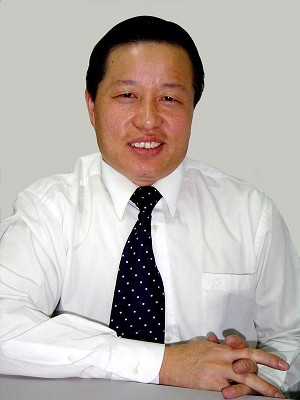
Gao Zhisheng

Gao Zhisheng (20 april 1964) is een Chinese mensenrechten-advocaat en dissident, die bekend is door het verdedigen van activisten en religieuze minderheden. Hij gaf onder meer rechtshulp aan aanhangers van Falun Gong en een christelijke priester die bijbels verspreidde. Tevens stelde hij de schendingen van de mensenrechten aan de kaak. In een boek uit 2007, 'A China More Just' beschuldigde hij de autoriteiten van martelingen, waaraan hij ook zelf verschillende keren is onderworpen. In april 2010 werd hij voor het laatst gezien.

## Biografie
Gao komt uit een familie met zes broers en zusters, zijn vader stierf op 40-jarige leeftijd. Zijn familie had geen geld om hem naar school te sturen, maar een oom hielp hem later en zo kon hij toch naar de middelbare school. Hij ging in het leger en werd lid van de Communistische Partij. In 1991 ging hij op eigen houtje rechten studeren en in 1995 slaagde hij voor zijn examens. Daarna boekte hij zijn eerste successen als advocaat, onder meer in enkele medische zaken waarbij jongens door medisch falen lichamelijk letsel hadden opgelopen. In een zaak van een zakenman die een voormalig staatsbedrijf moest teruggeven aan de districtsregering omdat het nu winst maakte, kwam hij voor het eerst in botsing met de (plaatselijke) autoriteiten. Hierdoor was hij gedwongen Xinjang te verlaten.

## Onrechtvaardigheid
Hij richtte daarna in 2000 in Beijing met anderen de Shengzi Law Office op, waarvan hij de directeur werd. Een jaar later werd hij door het Ministerie van Justitie als een van de beste tien advocaten van het land genoemd. In de jaren erop verdedigde hij vele slachtoffers van onrechtvaardigheid, hierbij geïnspireerd door zijn christelijke opvattingen over moraliteit en medemenselijkheid. Een belangrijke zaak betrof compensatie voor landonteigening ten behoeve van een bouwproject voor de Olympische Spelen in 2008. Uit een intern document van de regering in Beijing bleek, dat rechtbanken dergelijke zaken in de prullenmand moesten gooien. Gao noemde dit volstrekt illegaal, maar alle rechtbanken gehoorzaamden blind, aldus de advocaat. Hierna nam hij het op voor mensen wier land was onteigend voor een universiteit in Guangdong, waardoor zijn cliënten uiteindelijk meer compensatie kregen. Deze en andere zaken brachten hem in aanvaring met de autoriteiten en dat gold zeker voor zijn verdediging van Falun Gong-aanhangers als Huang Wei. Een overheidsinstantie verbood hem in Falun-Gong- en andere zaken op te treden, maar Gao weigerde: het bureau had geen wettelijke bevoegdheid hem te dicteren welke zaken hij aanvaardde of verwierp, meende hij.

## Open brief
In oktober 2005 riep hij in een open brief president Hu Jintao en premier Wen Jiabao op Falun Gong niet langer te vervolgen, met een opsomming van de misstanden in de gevangenissen, zoals martelingen en executies. Al snel hierna kreeg Gao bezoek van agenten van de staatsveiligheid. Hij werd daarna 24 uur per dag in de gaten gehouden. Enkele maanden later werd hem verboden nog als advocaat op te treden, zijn firma moest de vergunning inleveren. In die tijd besloot Gao zijn lidmaatschap van de communistische partij op te zeggen.

## Vervolgingen
Volgens Amnesty International overleefde Gao in januari 2006 ternauwernood een aanslag op zijn leven, die een verkeersongeluk had moeten voorstellen. Op 4 februari begon hij met Hu Jia een hongerstaking. Na talloze bedreigingen tegen zijn leven verdween Gao op 15 augustus dat jaar na een bezoek aan familie. Kort daarop werd hij officieel gearresteerd. Op 22 december werd hij tot drie jaar cel veroordeeld wegens 'subversie', omgezet in een voorwaardelijke straf. Na zijn vrijlating herriep Gao zijn bekentenis en vertelde hij dat hij gedurende zijn 54 dagen in de cel was gemarteld.
In 2007 kreeg Gao van de American Board of Trial Advocates de prestigieuze Courageous Advocacy Award. In de herfst van dat jaar verscheen zijn boek "A China More Just". Rond die tijd riep hij de vicepresident van het Europees Parlement op de Olympische Spelen te boycotten en werd hij opnieuw opgepikt door de geheime politie en gemarteld. In februari 2009 werd hij opgehaald voor ondervraging en dook hij pas weer in maart 2010 op, in de buurt van Wutai Shan. Na een bezoek aan zijn familie in april, in het gezelschap van vier agenten, is hij niet meer gezien.

## Video
In 2011 meldde China Aid, dat een video waarop te zien is hoe Gao gemarteld wordt, getoond werd aan de gearresteerde kunstenaar Ai Weiwei. Dit, om Ai Weiwei te dwingen een verklaring te ondertekenen waarin hij toegaf schuldig te zijn aan belastingontduiking.